# Clostridium acetobutylicum
Clostridium acetobutylicum — бактерія роду Clostridium. Має комерційну цінність.

## Опис
Вченим і політиком російсько-єврейського походження Хаїмом Вейцманом, в 1916 році, в промисловості було використано культуру C. acetobutylicum як біо-хімічний інструмент для виробництва ацетону, етанолу і бутанолу з крохмалю. Цей процес називається ABE процес, який стає стандартом в галузі до кінця 1940-х років. В 1940-х роках низькі ціни на нафту призвели до переходу на інший афективний процес - крекінг вуглеводнів і перегонка нафти C. acetobutylicum також виробляє оцтову кислоту (оцет), масляна кислота, вуглекислий газ і водень.
На відміну від дріжджів, які можуть перетравлювати цукор тільки в спирт і вуглекислий газ, C. acetobutylicum та інші клостридії може переварити молочну сироватку, цукор, крохмаль і, можливо, деякі види лігніну, продукуючи бутанол, пропіонову кислоту, ефір і гліцерин.
C. acetobutylicum використовується при анаеробному бродінні для виробництва біопалива (біобутанолу).
Джеймс Ляо, інженер-хімік в Університеті Каліфорнії розробив метод з вставки генів, які відповідають за виробництво бутанолу, з бактерії Clostridium acetobutylicum в кишкову паличку.
Збудником ацетоно-бутилового бродіння є анаеробні бактерії з роду клостридій (Clostridium acetobutylicum та ін.).